# Ольховчик (Черкасская область)
Ольховчик (укр. Вільхівчик) — село в Корсунь-Шевченковском районе Черкасской области Украины.
Население по переписи 2001 года составляло 255 человек. Почтовый индекс — 19431. Телефонный код — 4735.

## Известные уроженцы
- Дьяченко, Николай Сидорович — Герой Советского Союза.

## Местный совет
19431, Черкасская обл., Корсунь-Шевченковский р-н, с. Черепин